# Ruf de Duron
Il Ruf de Duron (o Rio Duron) è un torrente della provincia di Trento. Situato nel bacino della Val di Fassa, ha generato il conoide alluvionale sul quale si trova l'abitato di Campitello di Fassa e nasce nella zona dominata dal Sassopiatto e dal Gruppo del Catinaccio.

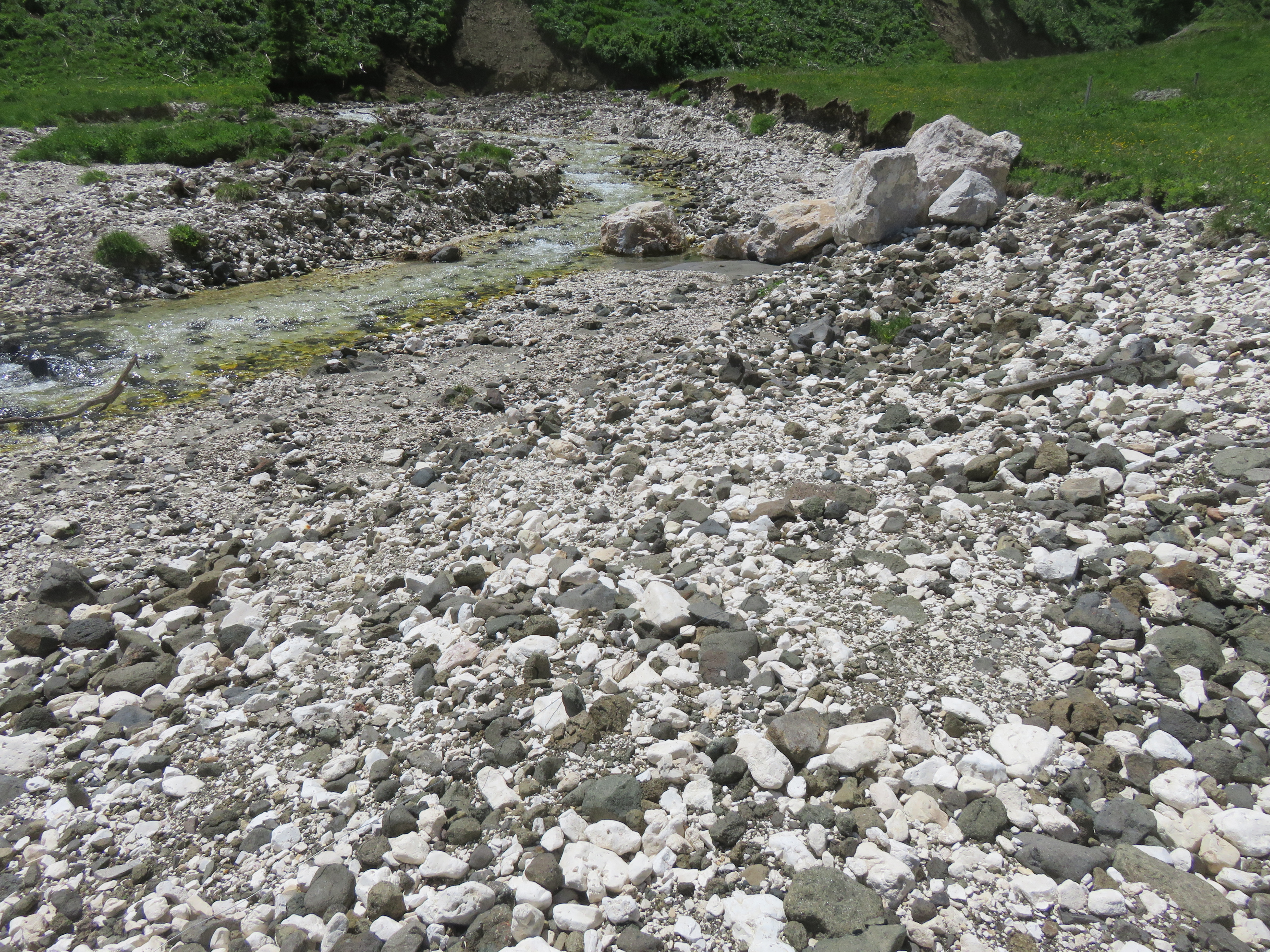
Alveo del Ruf de Duron nella parte centrale della val Duron.

## Corso del Ruf de Duron

### Parte alta
Le sorgenti del Ruf de Duron sono sul versante orientale dell'Alpe di Tires nel Gruppo del Catinaccio a circa 2187 metri di quota. Il torrente prosegue poi con andamento sinuoso per tutta la val Duron e durante il percorso nella parte alta della valle riceve l'apporto da alcuni affluenti minori da entrambi i versanti orografici. 
Il suo alveo testimonia questa situazione osservando la ghiaia e le rocce che lo formano, di colorazione chiaramente scura quelle di origine vulcanica e chiara quelle di origine sedimentaria dolomitica, quindi di diversa natura geologica.

### Parte bassa
Quando la larga e particolare val Duron termina ed inizia la gola più stretta e boscosa il torrente diventa a tratti più impetuso e scorre tra pareti di roccia a volte a strapiombo. Si incontrano ancora piccoli slarghi ed il suo corso prosegue sino ad arrivare alla grande apertura dell val di Fassa. Qui, dopo aver attraversato l'abitato di Campitello, confluisce nel torrente Avisio.